# Simiri
Simiri este o comună rurală din departamentul Ouallam, regiunea Tillabéri, Niger, cu o populație de 76.783 de locuitori (2001).